# Ахметова, Салтанат Сериковна
Салтанат Сериковна Ахме́това (каз. Салтанат Серікқызы Ахметқызы; род. 20 марта 1986, Кокчетав, Кокчетавская область, Казахская ССР, СССР) — казахская оперная певица, ведущая солистка театра «Астана Опера», Заслуженный деятель Казахстана.

## Биография
Салтанат Ахметова родилась 20 марта 1986 в городе Кокчетав, Кокчетавской области на севере Казахской ССР (ныне — Кокшетау в Акмолинской области, Казахстана).
Окончила Казахскую национальную академию музыки по специальности «Сольное пение» (класс профессора, Народной артистки Казахстана Х. И. Калиламбековой, 2008). Стажировалась в Академии вокального искусства в Озимо (Accademia d’Arte Lirica, Италия, 2009). Также прошла мастер-классы: Винченцо де Виво, Серджио Сегалини, Альберто Дзедда, Джанни Тангуччи, Кристины Мути, Райны Кабаивански, Леллы Куберли, Уильяма Маттеуци, Сильвии Саш, Антонио Юварра, Стефано Демикели, Харриэт Лоусон, Карло Морганти.
С 2013 года — солист-стажер, с 2014 года — ведущая солистка оперы ГТОБ «Астана Опера».

## Репертуар
- Кыз Жибек («Кыз Жибек» Е. Брусиловского)
- Алтынай («Биржан — Сара» М. Тулебаева)
- Мюзетта («Богема» Дж. Пуччини)
- Ажар («Абай» А. Жубанова и Л. Хамиди)
- Олимпия, Антония, Джульетта («Сказки Гофмана» Ж. Оффенбаха)
- Царица ночи («Волшебная флейта» В. А. Моцарта)
- Розина («Севильский цирюльник» Дж. Россини)
- Адина («Любовный напиток» Г. Доницетти)
- Микаэла («Кармен» Ж. Бизе)
- Лиу («Турандот» Дж. Пуччини)
- Джулия («Шёлковая лестница» Дж. Россини)

## Награды и звания
1. Заслуженный деятель Казахстана
2. Дипломант Республиканского конкурса молодых исполнителей (Казахстан, 2003);
3. Лауреат III премии Международного конкурса «Очарование романса» (Казахстан/Россия, 2005);
4. Приз «Надежда» Республиканского конкурса им. К. Байсеитовой (Алматы, 2005);
5. Лауреат I премии Республиканского конкурса им. Г. Жубановой (Алматы, 2005);
6. Лауреат III премии Международного фестиваля «Шабыт — Inspiration» (Астана, 2006);
7. Лауреат V премии Международного конкурса Bella Voce (Россия, 2007);
8. Дипломант XXII Международного конкурса им. М. И. Глинки (Россия, 2008);
9. Победитель Международного конкурса Villa in canto (Италия, 2011);
10. Лауреат I премии Международного конкурса Б. Тулегеновой (Алматы, 2011);
11. Победитель международного проекта телеканала «Россия К» «Большая опера» (2014);
12. Дипломант и обладатель двух специальных призов Х Международного конкурса молодых оперных певцов Елены Образцовой (Санкт-Петербург, 2015);
13. Лауреат премии Фонда Первого Президента РК — Елбасы (2017)